# Vive la classe
Vive la classe è un film del 1932 diretto da Maurice Cammage.

## Trama
Piccola storia che si svolge nel mezzo dell'esercito.